# 丸吉フードサービス
丸吉フードサービス株式会社（まるよしフードサービス）は、宮城県富谷市を中心に近隣に生鮮ショップマルヨシなどの店舗展開をしていた生鮮食品（鮮魚・野菜）を中心とした食料品・雑貨のスーパーマーケットである。

## 概説
食料品を中心に雑貨なども扱うスーパーマーケットで、最盛期の店舗数は7店。本社を黒川郡富谷町東向陽台2丁目に置いた。

## 沿革
- 2008年（平成20年）3月9日 - 廃業[2]。

## 閉店した店舗一覧
- 生鮮ショップマルヨシ・本店 - 富谷市東向陽台2丁目12-6
- 生鮮ショップマルヨシ・あけの平店 - 富谷市あけの平2丁目9-6
- 生鮮の館ヒラキヤマルヨシ・大富店 - 大和町もみじケ丘1丁目25-2
- 丸吉フードサービス・本部 - 富谷市東向陽台2丁目12-6
- 丸吉フードサービス（株）なかやま市場 - 仙台市泉区南中山2丁目28−2
- 生鮮館マルヨシ・塩釜店（丸吉フードサービス株式会社）
- 生鮮ショップマルヨシ・南吉成店